# Оганов, Арам Михайлович
Арам Михайлович (Мисакович) Оганов (1925—2008) — советский капитан дальнего плавания, Герой Социалистического Труда (1971).

## Биография

Могила Оганова на Серафимовском кладбище Санкт-Петербурга.

Родился 9 октября 1925 года в городе Закаталы ныне Закатальского района Республики Азербайджана в семье рабочего Мисака Оганова и Евгении Огановой. Армянин.
В 1943 году окончил среднюю школу и поступил в Бакинский морской техникум. Практику проходил, плавая до Астрахани. В 1945 году с отличием окончил учёбу, стал штурманом дальнего плавания и был распределён в Балтийское морское пароходство (город Ленинград).
В 1945—1952 годах ходил третьим, вторым и старшим помощником капитана на сухогрузных и пассажирских судах пароходства. В июле 1952 года был назначен капитаном теплохода «Капитан Гастелло», в последующие годы командовал пароходами «Матрос Железняков», «Аскольд», теплоходом «Профессор Попов».
В мае 1960 года принял построенный в ГДР пассажирский теплоход «Эстония». В 1961 году успешно окончил судоводительский факультет Ленинградского высшего инженерного морского училища имени Адмирала Макарова (заочное отделение) по специальности «судовождение на морских путях». В 1963 году А. М. Оганов стал капитаном-наставником.
В 1964 году принял командование новым теплоходом «Александр Пушкин», ставшим флагманом отечественного пассажирского флота (ныне это «Марко Поло», компания Orient Lines). В апреле 1966 года теплоход под командованием Оганова вышел в первый рейс, первую международную трансатлантическую линию Ленинград — Монреаль.
Рейсы лайнера через Атлантику вызвали дальнейшую активизацию советского пассажирского флота на мировых путях и в районах наиболее благоприятного круизного плавания. Летом 1968 года балтийцы объявили первую программу заграничных круизов, самостоятельно организованных пароходством. Успех советского лайнера привлёк внимание деловых кругов различных стран, откуда стали поступать предложения на фрахтование, и Балтийское морское пароходство заключило первый контракт, предусматривающий выполнение теплоходом «Александр Пушкин» в несезонный период трёх последовательных рейсов из Копенгагена к берегам Южной Америки.
Уже в навигацию 1970 года «Александр Пушкин» совершил из Канады, помимо пяти регулярных рейсов до Ленинграда, пять круизных рейсов на Бермудские острова.
В дальнейшем работал в пароходстве. Воспитал 29 капитанов дальнего плавания. Звания Героя Социалистического Труда удостоен за открытие и успешное освоение двух трансатлантических пассажирских линий: Ленинград — Нью-Йорк и Ленинград — Монреаль. После ухода на пенсию работал консультантом АО «Совфрахт».
Указом Президиума Верховного Совета СССР от 4 мая 1971 года за выдающиеся успехи, достигнутые в выполнении заданий пятилетнего плана развития морского транспорта, Оганову Араму Михайловичу присвоено звание Героя Социалистического Труда с вручением ордена Ленина и золотой медали «Серп и Молот».
В декабре 1971 года А. М. Оганов стал командовать пассажирским теплоходом «Михаил Лермонтов», ещё одним из «писательской» серии, самым комфортабельным из отечественных круизных лайнеров. После реконструкции, произведённой в 1982 году, «Михаил Лермонтов» был зафрахтован английской туристической компанией Charter Travel Co. Ltd (СТС) и выполнял европейские и кругосветные круизы. В феврале 1986 года, в последнем, трагическом для лайнера рейсе («Михаил Лермонтов» затонул у берегов Новой Зеландии), капитан Оганов находился в отпуске в Ленинграде.
С июля 1987 года работал начальником Управления пассажирских перевозок Балтийского морского пароходства. За время работы в пароходстве воспитал 29 капитанов дальнего плавания. В 1975 году защитил диссертацию на соискание ученой степени кандидата технических наук. Тема диссертации — «Исследование маневрирования крупнотоннажного пассажирского судна». Автор книги «Эксплуатация морского пассажирского флота».
В 1990 году стал президентом советско-американского предприятия по организации морского туризма «ИнтерБалт». Затем работал консультантом АО «Совфрахт». В декабре 1993 года уволился из Балтийского морского пароходства в связи с уходом на пенсию.
Жил в городе Санкт-Петербург. Скончался 26 сентября 2008 года. Похоронен на Серафимовском кладбище Санкт-Петербурга.

## Семья
Отец — Мисак;
Мать — Евгения;
Брат — Борис;
Жена — Валентина;
Дочери — Марина и Тамара.

## Сочинения
Автор книги «Эксплуатация морского пассажирского флота».
Автор книги «Капитанский час»

## Награды
- Медаль «Серп и Молот»
- Два ордена Ленина
- Медаль «300 лет флота»

## Память
На доме на Невском проспекте, где жил Герой, открыта мемориальная доска (2018).